# Cessna 620
Cessna Model 620 je bilo protototipno propelersko 8-10 sedežno poslovno letalo, ki ga je razvila Cessna v 1950ih. Prvi let je bil 11. avgusta 1956, zgradili so samo en primerek. Svoj čas je bil največje Cessnino letalo. 

## Specifikacije
Podatki iz Phillips
Splošne karakteristike
- Posadka: 2
- Število sedežev: 8
- Dolžina: ft  in (m)
- Razpon kril: 55 ft 0 in (m)
- Višina: ft  in (m)
- Površina kril: 340 ft² (m²)
- Teža praznega letala: lb (kg)
- Naložena teža: lb (kg)
- Uporaben tovor: lb (kg)
- Maks. vzletna teža: 13500 lb (kg)
- Pogon letala: 4 ×  Continental GSO-526-A, 350 KM (kW)  vsak

 Zmogljivost 
- Višina leta: 27500 ft (m)
- Razmerje moč/teža: hp/lb (W/kg)